# Río Caderechano
El río Caderechano es un curso de agua del norte de la península ibérica, afluente del Oca. Discurre por la provincia de Burgos.

## Curso
El río, que discurre por la provincia española de Burgos, nace de aguas procedentes de Bentretea y Cantabrana. Acaba desaguando en el Oca. Aparece descrito en el quinto volumen del Diccionario geográfico-estadístico-histórico de España y sus posesiones de Ultramar de Pascual Madoz con las siguientes palabras:

CADERECHANO: r. en la prov. de Burgos, part. jud. de Briviesca. Se forma de las aguas que vienen de Bentretea y Cantabrana, y desemboca en el Oca, en jurisd. de Terminon: es escaso de agua en la mayor parte de su carrera, pero bastante caudaloso en su confluencia con el Oca, por unírsele un poco antes algunos otros riach. Para su transito tiene un puente de piedra en muy buen estado.
(Madoz, 1846, p. 115)